# 콘스탄티노스 마브로파노스
콘스탄티노스 마브로파노스(그리스어: Κωνσταντίνος Μαρμποπάνος, 1997년 12월 11일 ~ )는 그리스의 축구 선수이다. 현재 잉글랜드 프리미어리그의 웨스트햄 유나이티드에서 뛰고 있다.